# 에어타이트 게임스
에어타이트 게임스(Airtight Games)는 2004년에 설립된 독립 비디오 게임 개발 스튜디오로, 이전 FASA Studio 회원인 Will Vinton Studios와 Microsoft 및 기타 여러 스튜디오를 하나로 모았다.
주요 구성원으로는 사장 겸 크리에이티브 디렉터 짐 딤(Jim Deam), 아트 디렉터 매트 브루너(Matt Brunner), 공동 창립자 에드 프라이스(Ed Fries)가 있다. 스튜디오의 첫 번째 게임은 다크 보이드(Dark Void)이다. 두 번째 타이틀의 개발은 2012년 출시된 퀀텀 코누드럼(Quantum Conundrum)이라는 1인칭 퍼즐 게임인 킴 스위프트(Kim Swift)가 주도했다.
스튜디오는 머더드: 소울 서스펙트가 출시된 지 한 달 뒤인 2014년에 문을 닫았다.

## 회사 폐쇄
게임 미디어 보도에 따르면 2014년 7월 2일 스튜디오는 마지막 게임인 머더드: 소울 서스펙트를 출시한 지 불과 몇 주 만에 문을 닫았다.

## 제작된 게임
- 다크 보이드
- 퀀텀 코누드럼
- 픽셀드
- 더프바이크
- 소울 피요르드
- 머더드: 소울 서스펙트